# 惠州市第一中学下埔校区
惠州市第一中学下埔校区是广东省惠州市的一所公办普通中学，为惠州市第一中学的一个校区及惠州一中教育集团成员。该校前身为创建于1990年10月22日的惠州市下埔中学，之后于1993年4月17日更名为惠州市第九中学。2020年11月21日，该校正式由惠州一中托管，并更为现名，托管期为6年。

## 特点
1990年创办，1998年命名为广东民乐师范学校。该校设有初中部和高中部。该校的中考录取分数线在惠州市普通高中历来都是最高的。现任校长为郭仕忠。目前有办公楼、科技楼、高中楼、初中楼、食堂、体育馆、体育场和学生宿舍等硬件设施。在2003年该校被评为惠州市一级学校。惠州市第九中学目前的地址为惠州市惠城区下埔路南三街4号，实际学校校门对应是在九中前街。学校后门位于九中后街，在九中体育馆附近。
该校目前是惠州市中考与高考的定点考场，因此该校学生参与上述考试都留在本校考试。2004年学校改原泥地操场为塑胶操场。惠州九中原来的校报为《九中学声》，2005年6月改发行《九中教育》为校刊。

## 办校成绩
2006年惠州九中中考，该校学生首次以满分900分（标准分制）夺得惠州市中考总分状元和政治科单科状元。
目前该校高考成绩最好的属2006年高考该校学生林惠霞以满分900分（标准分制）夺得广东省高考语文单科状元。

## 图集

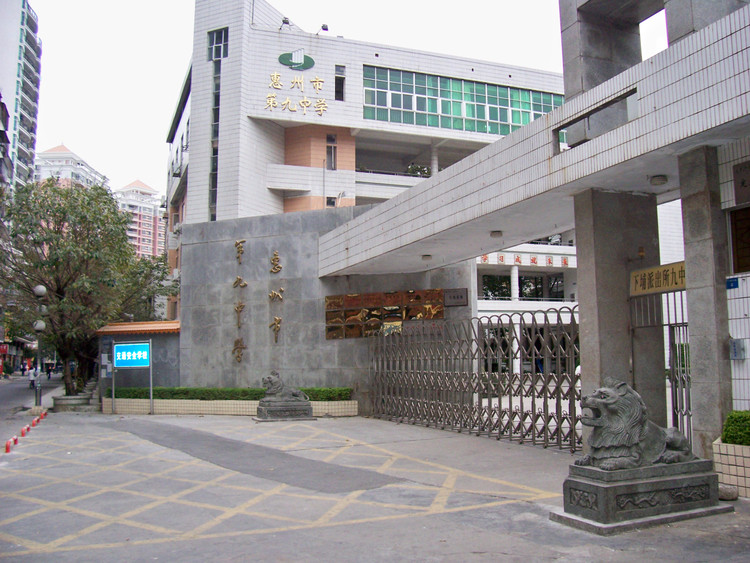
惠州市第九中学校门
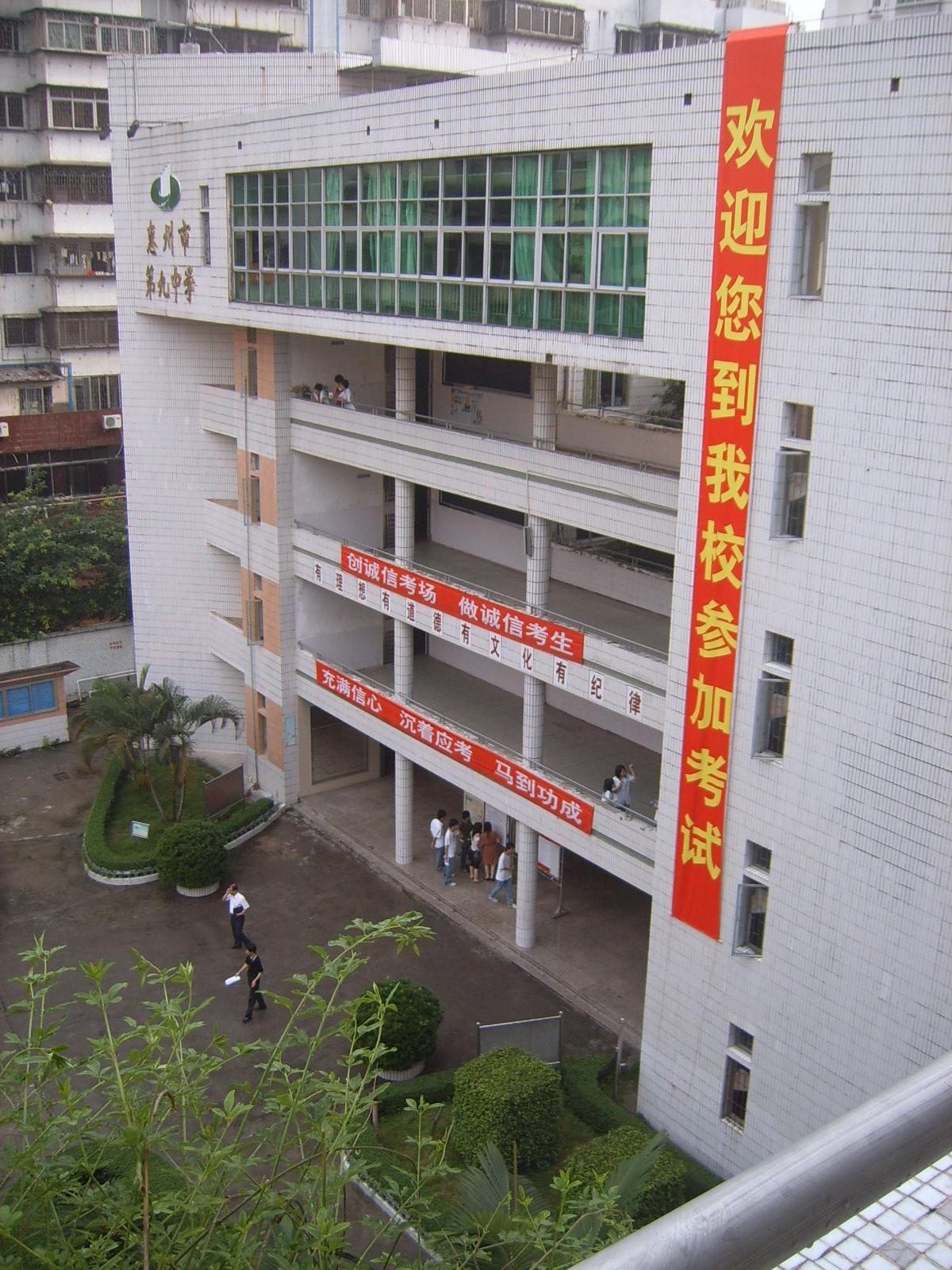
惠州九中连接办公楼和初中楼的走廊
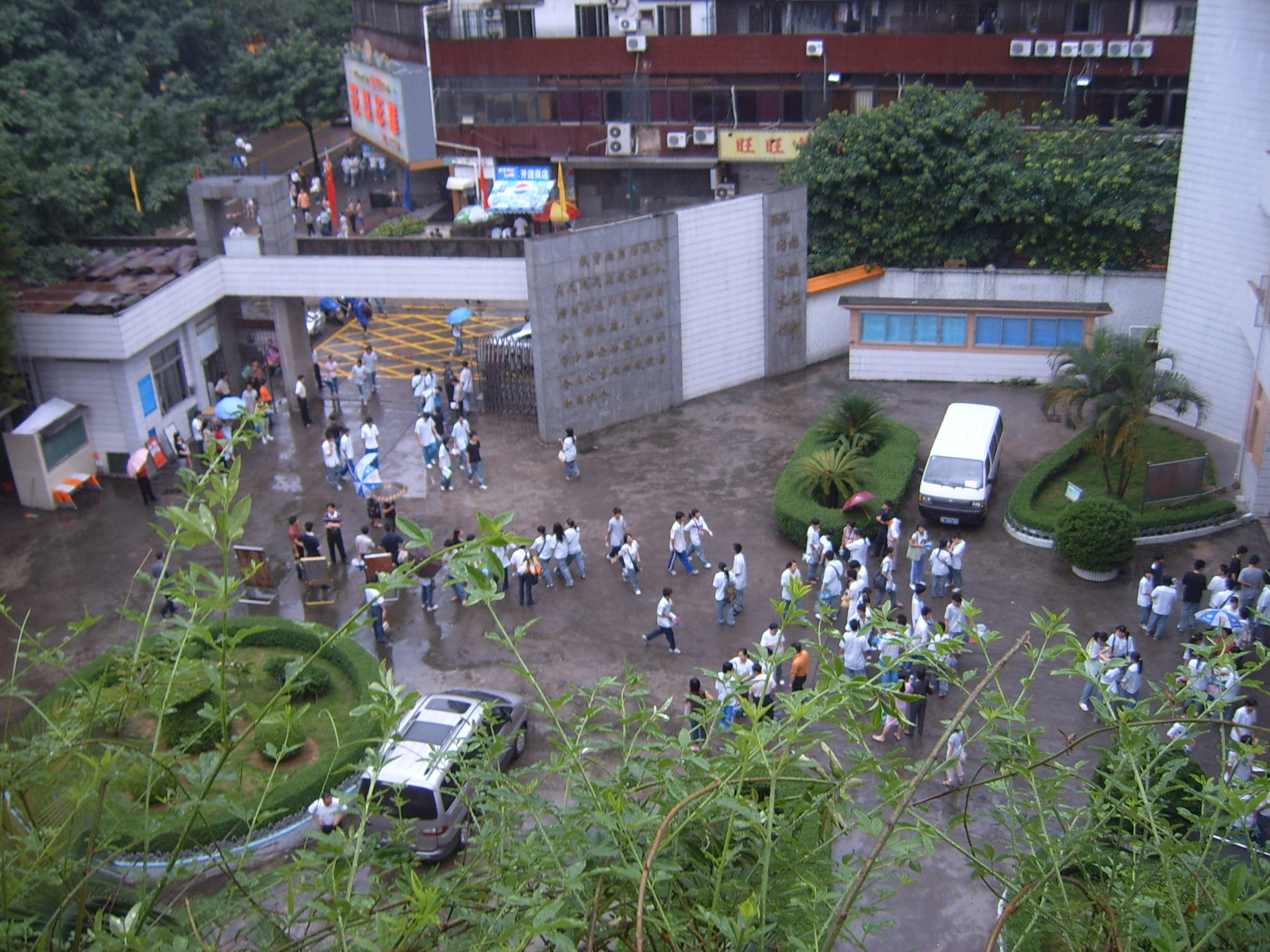
俯拍惠州九中
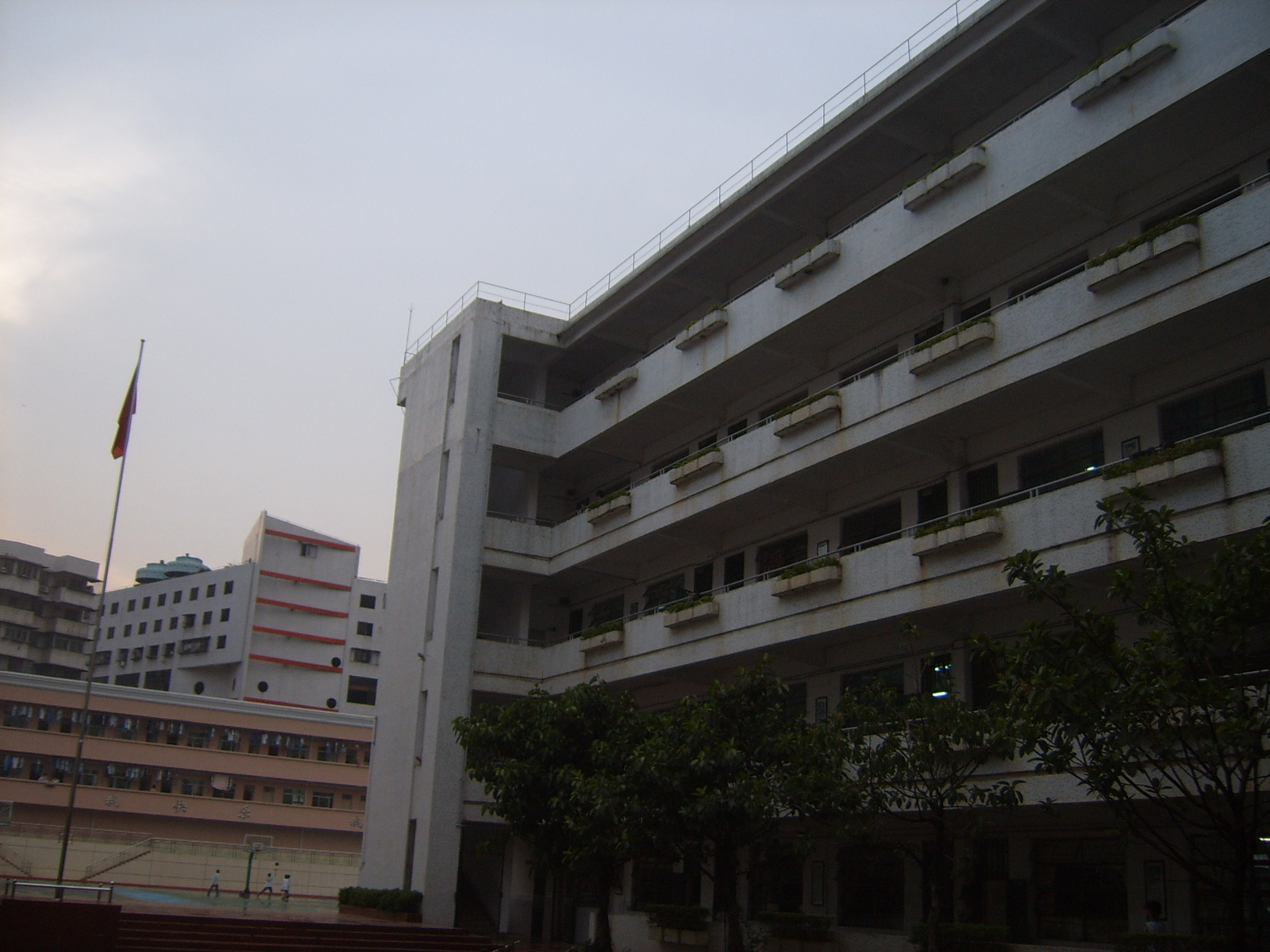
惠州九中高中楼
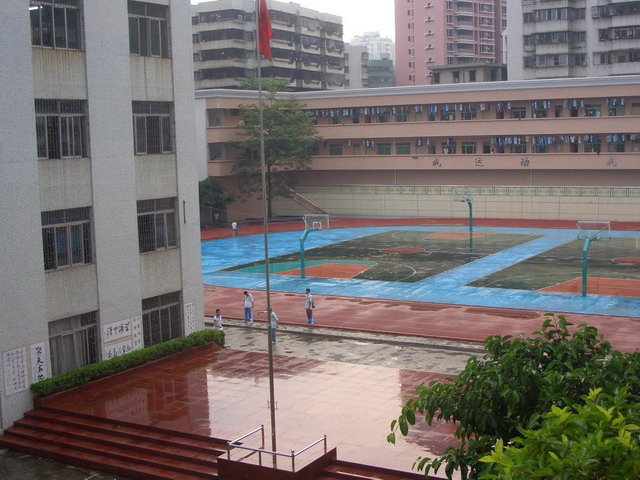
体育场
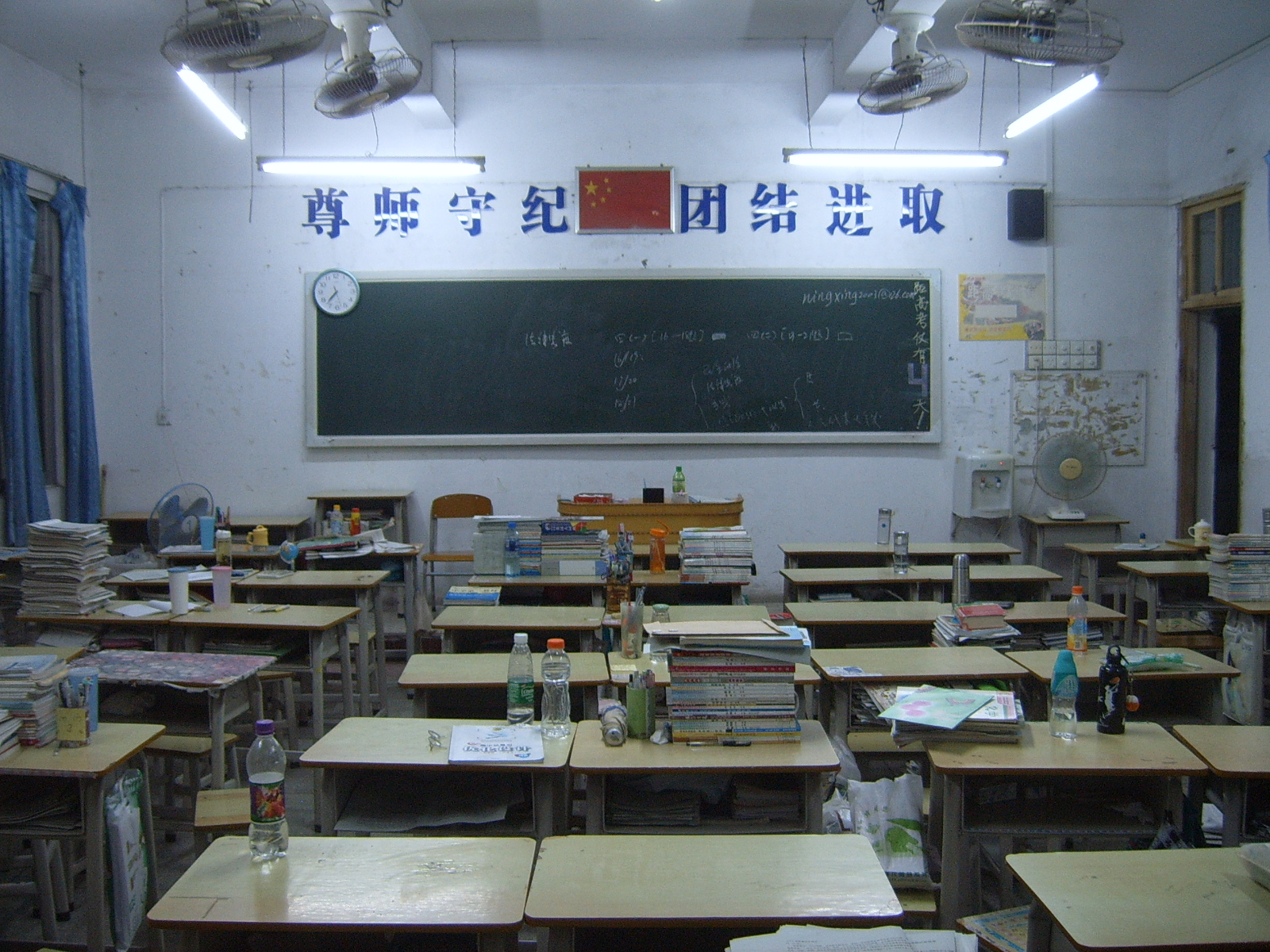
某高中部教室
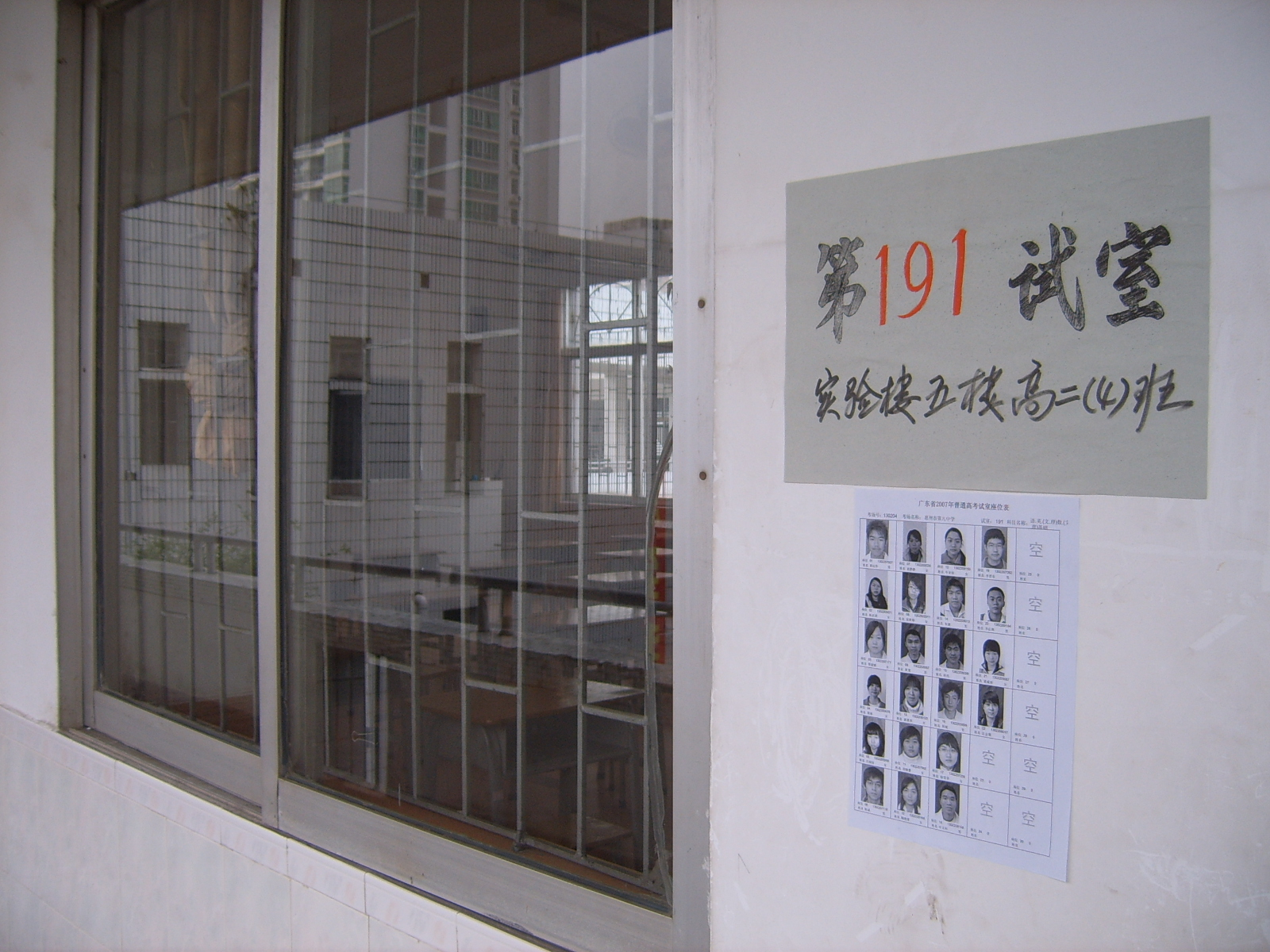
2007年高考期间的惠州市第九中学考试试室
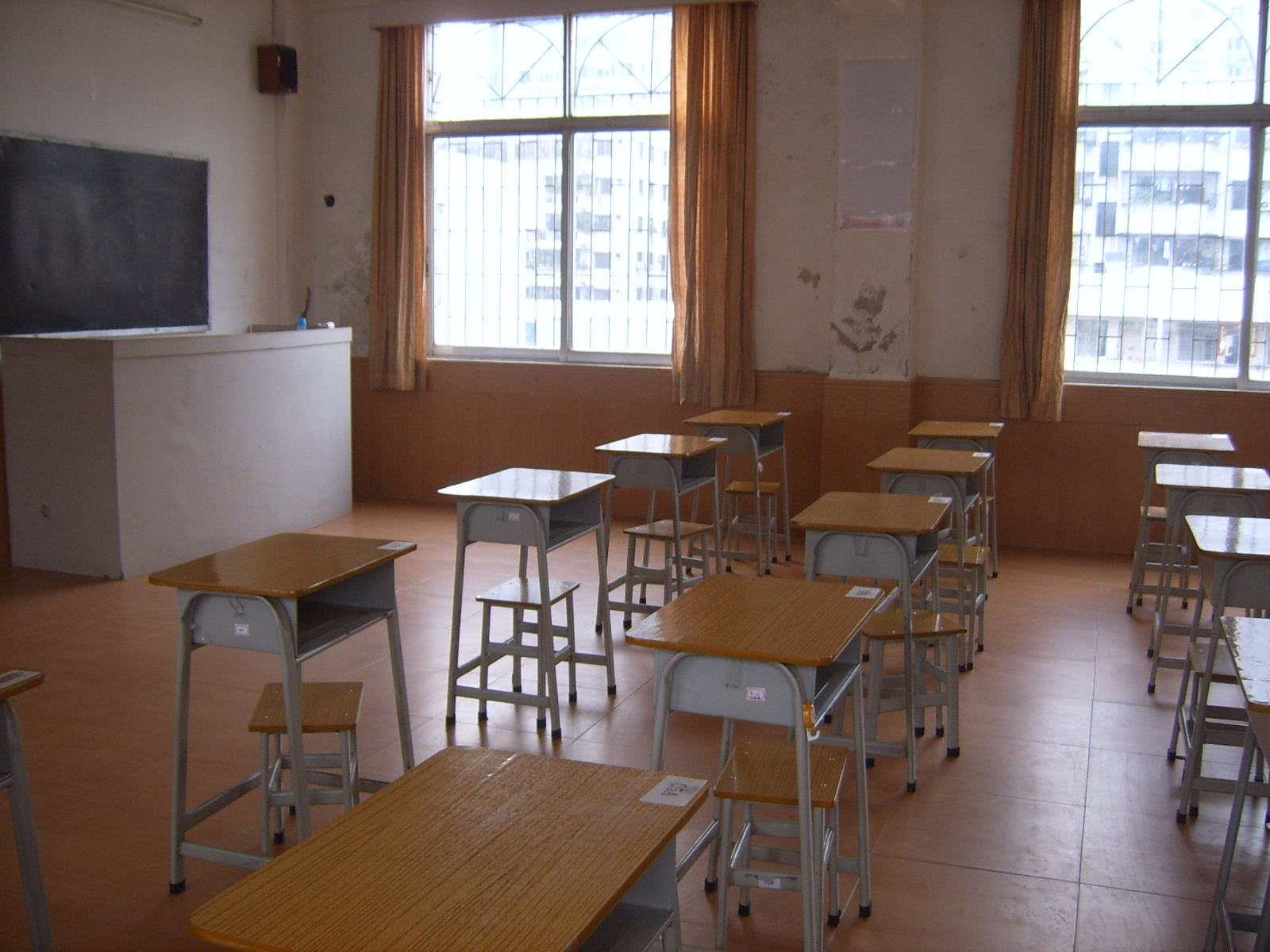
2007年高考惠州九中某教室改作考试试室